# Diplospora kunstleri
Diplospora kunstleri är en måreväxtart som beskrevs av George King och James Sykes Gamble. Diplospora kunstleri ingår i släktet Diplospora och familjen måreväxter. Inga underarter finns listade i Catalogue of Life.